# Alfred Lacourt
Pour les articles homonymes, voir Lacourt (homonymie).
Alfred Lacourt, né le 24 octobre 1876 à Fillières (Meurthe-et-Moselle) et décédé le 18 septembre 1951 à Villereau (Nord), est  un homme politique français.

## Biographie
Entrepreneur en travaux publics et exploitant agricole, il est maire de Villereau et conseiller général du Nord. Il est député de la 3e circonscription d'Avesnes de 1932 à 1936, siégeant sur les bancs radicaux.

## Sources
- « Alfred Lacourt », dans le Dictionnaire des parlementaires français (1889-1940), sous la direction de Jean Jolly, PUF, 1960 [détail de l’édition]